# Японская белоглазка
Японская белоглазка (лат. Zosterops japonicus) — вид маленьких перелётных субтропических птиц из семейства белоглазковых (Zosteropidae).

## Ареал
В естественной среде летом гнездится в северной части субтропиков Восточной Азии, включая Японию (где является одним из самых распространённых видов архипелага), Китай, в России (редкo) — острова Сахалин и Кунашир. Зимой улетает во Вьетнам, Тайвань, Хайнань и Филиппины. В 1929 году японская белоглазка была интродуцирована на Гавайские острова для борьбы с местными вредителями, однако со временем она сама превратилась в опасный инвазивный вид. Также разводится в качестве домашнего животного в других частях мира. Часто изображается в японском искусстве.

### Японская белоглазка в России
В России белоглазка изредка встречается на крайнем севере своего ареала — в зоне так называемых снежных субтропиков, на горных склонах омываемых тёплыми течениями юго-западных берегах островов Сахалин и Кунашир. На полуострове Крильон на Сахалине в 1974 году была обнаружена одна гнездящаяся пара. Там же в мае 1979 года были встречены 2 птицы, летом 1980 года гнездящиеся птицы не были замечены. На острове Кунашир в гнездовое время несколько раз встречались одиночные птицы, залетавшие из Японии.
23.08.2022 Японская белоглазка обнаружена в Лазовском районе Приморского края.

## Описание
Японская белоглазка достигает длины в 12 см. Самцы и самки одинакового цвета: оливковое тело, верхняя поверхность крыльев и хвост немного темнее, жёлтое горло.

## Образ жизни
Японские белоглазки обитают на деревьях. Питаются мягкими фруктами, насекомыми, цветочным нектаром. Строят гнёзда чашеобразной формы, в которые откладывают 4—5 яиц.